# Armigerous clan
Armigerous clan – określenie klanu szkockiego zarejestrowanego w Court of Lord Lyon, lecz niemającego wodza, który byłby uznany przez Court of Lord Lyon.  
Armigerous clans nie mają wodzów, nie są one więc uznawane za szlacheckie i nie mają legitymizacji prawnej na podstawie prawa szkockiego.